# Saïd Larossi
Saïd Larossi Khaderi (Veenendaal, 22 januari 1973) is een Nederlands voormalig profvoetballer met Marokkaanse roots die in het profvoetbal speelde voor Vitesse en FC Emmen. Hij begon bij GVVV en speelde na Emmen wederom voor GVVV en VV Bennekom.

## Clubstatistieken
| seizoen | club     | competitie     | duels | goals |
| ------- | -------- | -------------- | ----- | ----- |
| 1993/94 | Vitesse  | Eredivisie     | 7     | 0     |
| 1994/95 | FC Emmen | Eerste divisie | 16    | 0     |